# Magnetscheider

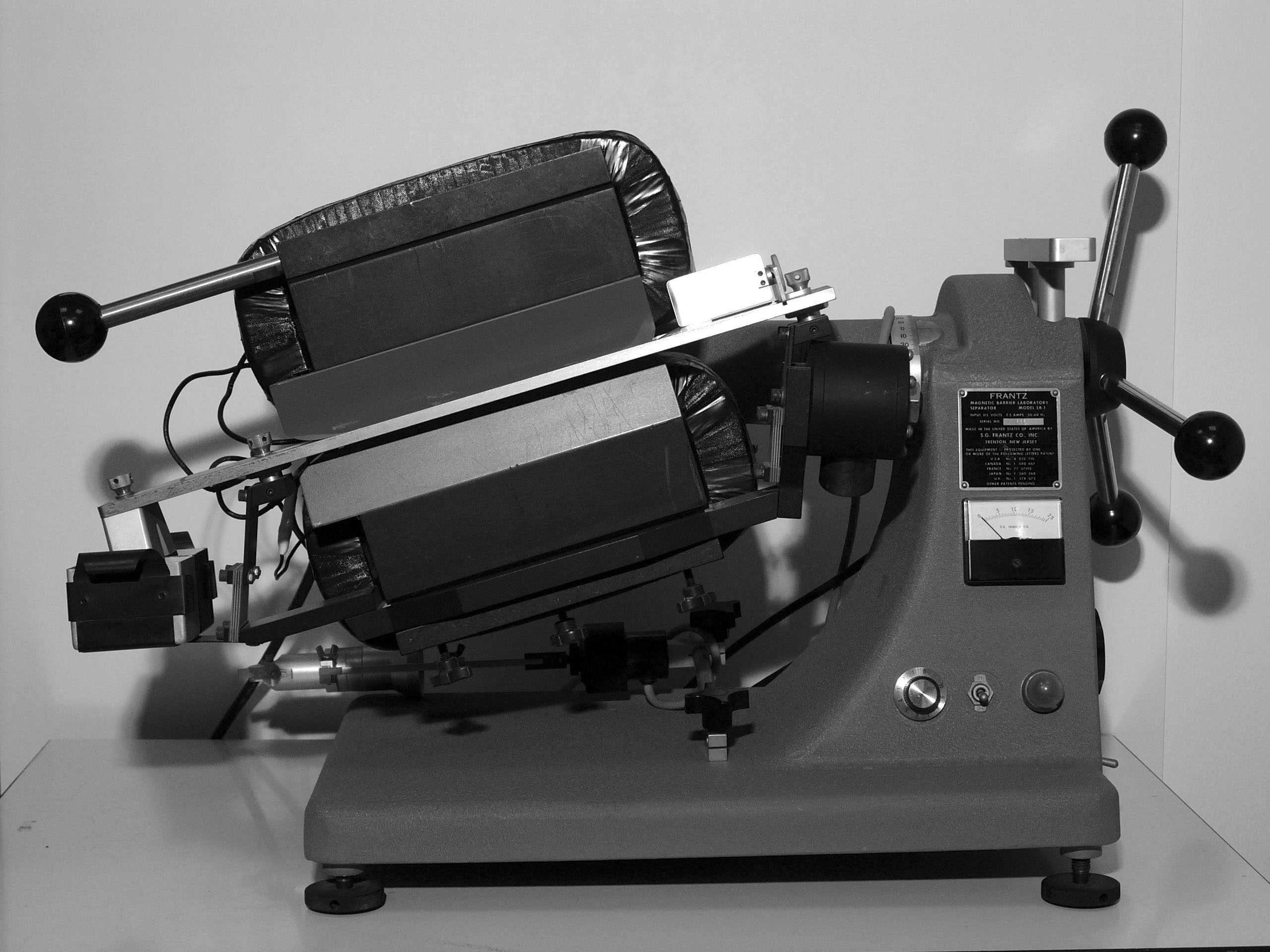
Magnetscheider für die wissenschaftliche Schwermineraltrennung

Ein Magnetscheider ist eine Anlage zum magnetischen Trennen ferromagnetischer Materialien (Stück- oder Schüttgut) von anderen, nicht ferromagnetischen Materialien.
Dabei läuft der Materialstrom z. B. auf einem Förderband bzw. Bandförderer unter einem Magneten entlang, sodass ferromagnetische Teile angehoben werden. Unter dem Magneten befindet sich ein zweites, quer liegendes Förderband, so dass die angezogenen Teile seitlich herausbewegt werden und nachfolgend z. B. in einen Behälter fallen.
Magnetscheider können auch in flüssigen Medien eingesetzt werden.
Magnetscheider werden in der Schrottsortierung (Recycling) sowie in Stoffströmen, wo Eisenteile Schaden verursachen können (z. B. in Zuschlagstoffen für die Lebensmittelindustrie oder im Kunststoffgranulat für Spritzguss/Extruder), eingesetzt.
In der Sedimentologie werden Magnetscheider zum Abtrennen und Analysieren von Schwermineralen verwendet.
In der Ablassschraube ölgefüllter Getriebe befindet sich oft ein Dauermagnet, um den Abrieb der Zahnräder festzuhalten, so dass dieser keinen zusätzlichen Verschleiß verursachen kann.

## Trommelmagnetscheider
Im Magnettrommelscheider wird das zu trennende Haufwerk über einen Trichter auf eine Schüttelrinne aufgeben. Hier verteilen sich die Stoffe gleichmäßig und werden aufgelockert. Am Ende der Schüttelrinne gelangen die verschiedenen Stoffe auf eine Trommel, die einen feststehenden Elektromagneten enthält, der einen Teil der Trommel magnetisiert. Die nicht magnetisierbaren Teilchen erfahren durch den Magneten keine Kraftwirkung und werden von der Trommel in einen Auffangbehälter geleitet. Die Stoffe, die von dem Magneten angezogen werden, haften an der Trommel und werden soweit an der Trommeloberfläche weitergeführt, bis die Magnetwirkung nachlässt. Haben diese Teilchen die Anziehungskraft des Magneten verlassen, so fallen sie in einen zweiten Auffangbehälter. Damit ist das Haufwerk getrennt.
Wenn innerhalb der Trommel zusätzlich ein rotierendes Magnetfeld erzeugt wird, können zugleich auch nicht-magnetische, aber magnetisierbare Partikel nach dem Wirbelstromverfahren abgetrennt werden. Im Gegensatz zu ferromagnetischen und nicht-magnetisierbaren Partikeln werden Nichteisen-Metalle wie Aluminium und Kupfer vom rotierenden Magnetfeld abgestoßen und können getrennt aufgefangen werden.